# Комунали ди Мецо (Порденоне)
Комунали ди Мецо је насеље у Италији у округу Порденоне, региону Фурланија-Јулијска крајина.
Према процени из 2011. у насељу је живело 30 становника. Насеље се налази на надморској висини од 38 м.